# カー・アンド・ドライバー
カー・アンド・ドライバー（Car and Driver）は、アメリカ合衆国の自動車雑誌。編集拠点はミシガン州アナーバー。オーナーはフランスの出版社アシェット・フィリパッキ・メディアである。
提携により、同名の自動車雑誌が日本でも発行されている。

## 概要
1955年に創刊。年間の発行部数は約130万部。編集方針はアメリカ車に対して批判的であると言われることがある。1983年以降、一般的な市販車を対象とした「10ベスト・カー」を毎年選出している。
本誌のオーナーであるアシェット・フィリパッキ・メディアは、同じくアメリカの主要自動車雑誌である『ロード&トラック』誌も所有している。

## カー・アンド・ドライバー 日本版
上述のアメリカ版との提携により、1978年9月創刊。シティ出版→株式会社 カー・アンド・ドライバーが編集・出版している自動車雑誌。創刊から2020年5月号まではダイヤモンド社が発行していたが、同年6月号からは発売元が毎日新聞出版に変更されている。1990年代中頃までは「日本版」の文字があったが、現在はなくなっている。
1983年より月2回発行（10日、26日発売）。中心読者層は20代男性で、発行部数は公称25万部。2009年9月26日発売の10月26日・11月10日合併号より、毎月26日発売の月刊誌へ戻る。
特徴として、日本車・輸入車の区別をあまりせず、満遍なく紹介している。他紙でよく見られる新車スクープ記事もほとんどない。また、表紙は岡本三紀夫による自動車のイラスト。カバーガールを目次ページに登場させ、アイドルやレースクイーンだけでなく女性声優も登場することがあったが現在はなくなっている。
ほぼ創刊時が同時だった『FM STATION』とは兄弟誌という位置づけで、表紙・記事レイアウトデザインに関連を持たせるだけでは無く、連動記事や表紙イラストをアレンジしたオーディオカセットレーベルが付いていた時期があった。

### 主な内容
- 新車速報・試乗記
- 懐かしの名車の特集（旧車カタログの縮刷版も折り込まれる）
- Driver's Information（自動車関連ニュース）
- 新車価格表
- ズバリひと事
- フロントスクリーン
- ユーザーの評価 不満と満足
- CARクラブガイド I♥(ラブ)CARS
- クルマの流行通信 定点観測
- 好きなクルマ・きらいなクルマ
- 山内トモコのシネマレビュー
- 毎日がモーターショー

### 主な執筆者陣
- 岡崎宏司（創刊当時からのメインライター）
- 岡崎五朗
- 西川淳
- 森口将之
- 安東弘樹（フロントスクリーンを担当）
- 山内トモコ（映画のコーナーを担当）
- 森永卓郎（毎日がモーターショーを担当）
- 潘恵子（星占いのコーナーを担当）